# Nekodim
Nekodim (albanska: Nekodim, serbiska: Nekodim) är en by i Kosovo. Den ligger i kommunen Ferizaj. Enligt den senaste folkräkningen år 2011 fanns det 3 718 invånare.

## Demografi
| Demografi | 2011 |
| --------- | ---- |
| albaner   | 3686 |
| turkar    | 6    |
| bosnier   | 3    |
| romer     | 2    |
| ashkali   | 12   |
| okänt     | 3    |